# The Servant (groupe)
Pour les articles homonymes, voir Servant.
The Servant est un groupe de rock britannique, originaire de Londres, en Angleterre. Formé en 1998, et après avoir sorti deux albums studio qui ont connu un certain succès notamment en France et en Italie, le groupe se sépare en 2007.

## Biographie
Le groupe se constitue en 1998 autour du chanteur et guitariste Dan Black, du bassiste Matt Fisher et du batteur Trevor Sharpe. Il est nommé The Servant en hommage au film de Joseph Losey datant de 1963, The Servant. En 1999, le groupe sort Mathematics, un maxi six titres. Le guitariste Chris Burrows rejoint le groupe en 2000 et la formation sort un deuxième maxi, With the Invisible, plus tard la même année. Splinter Records, le label du groupe décide ensuite de réunir ces deux maxis pour en faire un album complet, qui sort en octobre 2000 mais ne rencontre que peu de succès.
Le groupe change de label pour signer avec Prolifica Recordings et sort son premier véritable album studio, The Servant, en avril 2004. Il ne parvient pas à intégrer le classement des meilleures ventes au Royaume-Uni mais connaît le succès en France et en Italie, porté par les singles Orchestra (15e en Italie et 20e en France) et Liquefy (18e en Italie et 57e en France). La version instrumentale de la chanson Cells, extraite de cet album, est utilisée pour la bande-annonce du film Sin City (2005). Liquefy apparait sur la B.O. du film Mr. & Mrs. Smith, et Body et Cells dans Le Transporteur 2 (2005).
La formation sort son deuxième album, How to Destroy a Relationship, en octobre 2006. L'album entre dans les charts en France, en Italie et en Suisse mais obtient néanmoins moins de succès que l'album précédent. Le 26 novembre 2007, le groupe annonce sa séparation sur son Myspace, Dan Black préférant se lancer dans une carrière solo tout en collaborant avec le groupe italien Planet Funk.

## Membres
- Dan Black - chant, guitare rythmique, auteur-compositeur
- Matt Fisher - basse
- Trevor Sharpe - batterie
- Chris Burrows - guitare solo

## Discographie
- 1999 :  Mathematics (Mini-LP)
- 2000 : With the Invisible (Mini-LP)
- 2004 : The Servant
- 2006 : How to Destroy a Relationship